# Aleksiej Sutormin
Aleksiej Siergiejewicz Sutormin (ur. 10 stycznia 1994 w Moskwie) – rosyjski piłkarz występujący na pozycji napastnika w rosyjskim klubie Zenit Petersburg. Wychowanek FK Chimki, w trakcie swojej kariery grał także w takich zespołach, jak Strogino Moskwa, Wołgar Astrachań, FK Orenburg oraz Rubin Kazań. Młodzieżowy reprezentant Rosji.